# Ignacij Carigrajski
Sveti Ignacij Carigrajski, Ignacij I. Carigrajski ali patriarh Ignacij (grško Ιγνάτιος), je bil bizantinski krščanski carigrajski patriarh, menih in svetnik; * okrog 798 (Carigrad, Bizantinsko cesarstvo, † 23. oktober 877, Carigrad.

## Življenjepis

### Slikoborstvo
Na Vzhodu so bile v veliki časti svete podobe in mozaiki, zlasti pa znamenje svetega križa. Pod vplivom judovstva in zlasti islama se je v Bizantinskem cesarstvu začelo eno najbolj mračnih obdobij. 
Leon III.  je kot vojskovodja 25. marca 717 prišel v Konstantinopel, prisilil Teodozija III.  k odstopu in se proglasil za cesarja. Arabci so izkoristili notranje spore v Bizantinskem cesarstvu in avgusta 717 z vojsko okrog 100.000 vojakov in močnim ladjevjem   napadli Carigrad.Začelo se je drugo arabsko obleganje Konstantinopla , ki je trajalo dvanajst mesecev. Bizantincem je z dobro načrtovanim in žilavim odporom ter s pomočjo Bolgarov uspelo prisiliti muslimane, da so se avgusta 718 umaknili. Muslimanski kalif Jazid II. je takoj po nastopu službe 720 pod smrtno kaznijo prepovedal češčenja svetih podob.
 
Meneč, da bo muslimane pomiril, je Leon III. tudi v Bizantinskem cesarstvu 730 izdal odlok, s katerim pod kaznijo prepovedal vsako češčenje svetih podob. Odlok pa je naletel na hud odpor med navadnimi verniki in še zlasti med menihi. Ko je nato cesarica Irena zavladala namesto mladoletnega Konstantina VI. in je Drugi nicejski koncil leta 787 obsodil ikonoklazem, je bil Carigrad razcepljen v dva tabora: v zagovornike in nasprotnike češčenja svetih podob; vladarji so med tema strujama stalno omahovali. Krščanski pogled na češčenje svetih podob je izrazil torej Drugi nicejski koncil (po vrstnem redu sedmi vesoljni cerkveni zbor). Ta je poudaril, da se češčenje ne nanaša na kipe ali podobe, ampak na osebe, ki jih umetnine predstavljajo.

Kadarkoli te slike pogledamo, nas bodo spomnile na tistega, katerega predstavljajo in nas spodbudile, da ga posnemamo. Mi jih ne molimo kot molimo Boga,  ampak jih častimo, kakor tudi častimo les svetega križa Jezusovega, kakor evangeljsko knjigo. Spoštovanje ne gre sliki, ampak tistemu, ki ga slika predstavlja.
Ikonoklasti so razbijali kipe - tudi ob glave menihov -, mozaike in podobe po cerkvah, samostanih, na javnih mestih in tudi po hišah, častilce podob pa so pretepali, zapirali, pošiljali v izgnanstvo, jih mučili in pobijali. Vsi lepi umetniški kipi in križi so bili uničeni; le redka podoba, freska ali mozaik se je ohranil, s čimer je bila napravljena nepopravljiva umetniška, zgodovinska in kulturna škoda. Konec temu divjanju je vsaj načelno naredila cesarica Teodora, ki je leta 843 zopet dovolila češčenje svetih podob.  V spomin na to je uveden Praznik pravoslavja.

V barbarski borbi cesarjev in vojaštva proti svetim podobam je še enkrat vzplamtela verska gorečnost grškega ljudstva; barbarski ikonoklasti so pač presilovito vdrli v svetišča in v cerkvene tradicije. Menihi so se z novim pogumom borili za cerkveno svobodo in se v tem boju tesneje družili z Rimom. Pravoverni Grki so lahko spoznali, da je v edinosti z Rimom edino poroštvo za svobodo in pravovernost njihove Cerkve. 

### Mladost in vzpon
V takih nemirnih in negotovih časih se je torej rodil Ignacij kot najmlajši Mihaelov sin, s krstnim imenom Niketa. Po rodu je bil Grk iz Carigrada, kjer se je rodil okrog leta 798 odličnim staršem: oče je bil Mihael Rangab, poznejši cesar Mihael I. Rangab, mati pa Prokopija, hči cesarja Nikeforja I..
Njegov oče Mihael je vladal komaj eno leto in devet mesecev, ko se mu je uprl njegov vojskovodja Leon Armenec, ga pahnil s prestola in se oklical za cesarja. Niketa, njegovega starejšega brata in očeta je skopil ter jih pregnal v samostan na Prinčevske otoke  (otoki Prinkipe) v Marmarskem morju. S tem jim je bila zaprta pot do visokega položaja v svetu, ne pa v Cerkvi. Niketa se je sprijaznil z usodo in se s štirinajstimi leti pod imenom Ignacij posvetil meniškemu življenju. Samostanski predstojnik je bil do njega dokaj neprijazen, saj je Ignacij častil svete podobe, kar je cesarju Leonu naklonjenega igumana motilo. Ignacij je potrpežljivo prenašal vsa ponižanja in zapostavljanja ter si pridobil naklonjenost somenihov, da so ga po predstojnikovi smrti izvolili za njegovega naslednika. Sedaj je kot tak lahko še bolj branil tradicionalno češčenje in si pridobil ugled tudi pri preprostem ljudstvu.

## Negotov visok položaj

### Carigrajski patriarh
Ko je leta 842 zavladala Teodora in je naredila konec bojem za češčenje podob, je poklicala sicilijanskega meniha Metodija na carigrajski patriarški sedež. Cesarica Teodora, ki je vladala namesto mladoletnega sina Mihaela, je leta 847 predlagala za carigrajskega škofa in patriarha Ignacija. Veliko težav mu je povzročal cesaričin brat Bardas, ki si je prilastil položaj ministrskega predsednika. Da bi ga onesposobil za vodenje vladarskih poslov in da bi vso oblast prigrabil sebi, je v veseljačenje in razbrzdano življenje zapeljeval tudi svojega nečaka Mihaela. Ignacij, ki se je trudil, da bi zacelil rane, ki jih je povzročilo slikoborstvo in splošni padec verskega in nravnega življenja, tega ni mogel dolgo molče prenašati. Bardasa je nekajkrat opomnil na pogubne posledice njegovega ravnanja; ko vse skupaj ni nič zaleglo, mu je na praznik Svetih treh kraljev leta 857 zaradi javnega pohujšanja odrekel obhajilo. Bardas se mu je maščeval s tem, da ga je vrgel s patriarškega prestola in poslal v pregnanstvo; obtožen veleizdaje je moral v samostan na otok Terebint.
 
Na patriarški sedež je povzdignil učenega, toda častiželjnega Fotija, ki ga je odstavljeni sirakuški škof Gregor v šestih dneh – v nasprotju z veljavnimi cerkvenimi predpisi – posvetil za škofa.
Fotij je prispel v samostan, odložil posvetno in vojaško obleko ter se istega dne zamenišil. Kot danes je postal kantor, kot jutri bralec, kot pojutrišnjem subdiakon,  naslednjega dne diakon, peti dan duhovnik, šesti dan pa škof in carigrajski patriarh. Nato je skušal pridobiti zase papeža Nikolaja; obvestil ga je o svoji izvolitvi, češ da je visoko službo nerad sprejel, ker da jo je bil prisiljen zaradi prostovoljne Ignacijeve odpovedi.

### "Prostovoljna" odpoved
Fotij, je bil takrat najbolj izobražen mož na Vzhodu; zato ga nekateri imenujejo  »pravega dediča klasične Grčije, duhovnega sina Demostena, Aristotela, Lizija in Platona« .

Bil je torej največji učenjak svojega časa in glavni zastopnik bizantinske kulture in bizantinskega ponosa. Njegova hiša je bila kakor neka akademija, v kateri so se zbirali vedoželjni Bizantinci. Svoje mnogoštevilne učence - tudi sv. Konstantin-Ciril je bil njegov učenec - je s svojo izredno učenostjo in spretnostjo tako očaral, da so mu bili popolnoma vdani. Sam je od njih zahteval in dobival pismene izjave vdanosti in zveste pokorščine; tako si je organiziral močno stranka najizobraženejših mož različnih stanov. Fotij je najprej priznaval papežev primat in si veliko prizadeval, da bi ga papež potrdil za carigrajskega patriarha. Ker tega ni dosegel, zato je pretrgal zvezo z Rimom.

V svojem značaju je kazal spretnost, zunanjo uglajenost, bizantinsko zvitost in dovolj lastnosti za vodilno osebnost. V verskem pogledu je bil prepričan vernik, resničen kristjan, seveda v bizantinskem pomenu s »prožnejšim« krščanstvom od Ignacijevega »strogega«, kar je bolj ugajalo samovoljnemu cesarju. Že dva meseca po izvolitvi so zahtevali Ignacijevi privrženci, da pretrgajo vse stike s Fotijem, ker ni držal obljube, da bo Ignaciju priznal čast, ki mu gre in da ga bo branil pred vsemi napadi. Zdaj je Bardas poskrbel, da je bil Ignacij močno zastražen in so ga vlačili iz kraja v kraj, da bi pretrgali vsako zvezo med njim in njegovimi privrženci. Kljub temu je Ignaciju uspelo o položaju obvestiti papeža. Leta 860 sta tudi Fotij in cesar Mihael III. obvestila papeža Nikolaja I. o Ignacijevi odpovedi. Papež je poslal v Carigrad škofa, da bi preiskala celo zadevo. Fotij je 861 sklical sinodo v Carigradu, ki je v navzočnosti papeževih odposlancev in Ignacija obravnavala Ignacijevo odpoved. Odposlanca sta očitno prekršila svoja pooblastila in v papeževem imenu potrdila Ignacijevo odstavitev. Ignacij je ugovarjal njunemu ravnanju. O tem obstajajo podrobna poročila.
Fotij je zbral točno 318 škofov, da bi pričaral sliko nicejskega vesoljnega cerkvenega zbora iz leta 325. Na zbor so iz pregnanstva pripeljali starca patriarha Ignacija. Spotoma so ga pljuvali in zaničevali. Ko so ga privedli na sejo, so mu dali – kot hlapcu – lesen stol in sicer na zadnjem mestu. »Ali je prišlo zame pismo od papeža?« je vprašal papeževa poslanca. Fotij je takoj skočil in mu zagrozil: »Kaj ti bo papež pisal? Ti nisi patriarh. Tebe je zbor odstavil s škofijskega sedeža.« Patriarh je poslanca pokaral: »Nista vredna, da bi bila papeška poslanca. Vidva bi morala odstaviti tega vsiljivca Fotija, ki mi je odvzel mojo patriarhijo.« Ta poslanca je pozneje papež resnično kaznoval, ker nista odstavila Fotija. Ignacija so sedaj nagovarjali cesar, škofje, cel zbor, naj se odpove svoje časti. Ni hotel. Naslednjega dne ni hotel na zbor: »Zahtevam papeža za sodnika,« je odgovarjal na vse pozive. Zopet so ga privedli na silo. Ko se je eden od škofov zavzel zanj, ga je dal cesar prebosti s sabljo.  Ignacija so obsodili kot vsiljenega. Oblekli so mu staro škofovsko obleko in jo z njega trgali, da bi ga tako »razškofili«. Nato so mu dali v podpis spis o njegovi prostovoljni odpovedi. Ni hotel podpisati kljub temu, da so ga mučili. Po 15 dneh je stražar Teodor vzel njegovo roko in na silo napravil križ pod spis. Fotij pa je temu dodal lastnoročno: »Jaz, nevredni Ignacij priznavam, da sem postal škof brez predhodnih volitev. Nisem vladal kot škof ampak kot tiran.« Tedaj so ga pustili živeti v hiši, ki mu jo je zapustila mati. Tu je napisal poročilo in ga poslal papežu, ki je njegovo pismo dobil.

### Ponovna vrnitev
Nikolaj I. je zahteval nove dokaze v prid odstavitvi patriarha Ignacija, čemur pa Fotij ni hotel ugoditi. Ko je prišel v Rim opat Teognost in poročal o dogodkih papežu, je papež 863 sklical v Rimu sinodo, na kateri je obsodil postopek svojih odposlancev, Fotija izobčil in Ignacija razglasil za zakonitega patriarha. Nikolaj I. je o svoji odločitvi obvestil cesarja Mihaela III. in vzhodne patriarhe; cesar je papeževo razsodbo zavrnil.
 
Medtem pa je v Carigradu prišlo do velikih sprememb. Bazilij Makedonec je 866 nasilno odstranil Bardasa, 23. septembra 867 pa je umoril tudi cesarja Mihaela in se polastil prestola. Skušal si je pridobiti naklonjenost ljudstva in papeža. 23. novembra 867 je Ignacija spet ustoličil za patriarha, papeža Hadrijana pa prosil, naj pošlje svoje odposlance na nov koncil. Papež je nato na rimski sinodi 869 spet obsodil Fotija in njegove sinode in poslal odposlance v Carigrad, kjer je Četrti carigrajski koncil oziroma osmi vesoljni cerkveni zbor izobčil Fotija in njegove privržence. Ignacij sam je zdaj - skupaj s cesarjem - prišel navzkriž s papežem Janezom VIII. zaradi jurisdikcije nad Bolgarijo. Kljub različnim pogledom na zadevo je ostal do konca življenja povezan z Rimom. Ko je Bazilij I. poklical Fotija iz pregnanstva in ga imenoval za vzgojitelja svojih sinov, se je Ignacij spravil z njim. Poslal je odposlanstvo v Rim s prošnjo, naj papež pošlje odposlance na novi koncil, ki naj bi potrdil premirje. Ko sta prišla papeževa odposlanca ankonski škof Pavel in ostijski škof Evgen v Carigrad, je bil Ignacij že mrtev.

## Smrt in češčenje
Sveti  Ignacij,  Ignatius ali Ignatios (grško Ιγνάτιος) je bil carigrajski patriarh od 4. julija 847 do 25. decembra 858, kakor tudi od 23. novembra 867 do svoje smrti 23. oktobra 877.  Čeprav je veliko let preživel v pregnanstvu in zasramovanju, je dočakal visoko starost in umrl v Carigradu na patriarškem sedežu.
V Rimskem martirologiju je njegov god 23. oktobra. Istega dne goduje tudi po pravoslavnem koledarju.

### Ocena
- Nekateri zgodovinarji menijo, da se je Ignacij prostovoljno odpovedal službi, drugi pa, da je bil nasilno odstavljen; govorijo torej o »odpovedi«, »odstavitvi«, ali pa o obojem hkrati.[16] Drugi zopet menijo, da papež ni imel prave slike o dogodkih v zvezi s patriarhom Ignacijem in Fotijem. [22] Izgleda, da še danes nekatere zadeve niso čisto jasne.
- Glede jurisdikcije nad Bolgarijo se ni postavil na cesarjevo stran – proti papežu - le Fotij, ampak enako tudi Ignacij, čeprav je to področje prej sicer spadalo pod Rim kot del Solunskega eksarhata. Razmere so se vedno bolj zapletale. V VIII. in IX. stoletju so se namreč zgodile važne svetovnopolitične spremembe, ki so še povečale prepad med vzhodom in zahodom. Ugled in vpliv bizantinskih cesarjev je v Italiji zelo padel. Papeži so morali iskati varstva (pred Langobardi in Bizantinci) pri frankovskih kraljih. Leta 800 je Karla Velikega papež v Rimu razglasil in kronal za rimskega cesarja. Bizantinski cesar potemtakem ni bil več edini krščanski cesar. Umevno je, da so bili Bizantinci presenečeni in vznejevoljeni. Njihovo svetovno kulturno in državno gospostvo je bilo uničeno, njihova neodvisnost v nevarnosti (pred Saraceni). 866 je nastal še boj za cerkveno nadoblast nad Bolgarijo. Nekateri zgodovinarji mislijo, da bi se bil papež Nikolaj lahko izognil prepiru zaradi Bolgarije; tako bi bil dobri stvari in ugledu rimske stolice več koristil.[23][24]